# Campeonato Europeu de Voleibol Feminino de 2017
O Campeonato Europeu de Voleibol Feminino de 2017 foi a 30ª edição deste torneio bianual que reúne as principais seleções europeias de voleibol feminino. A Confederação Europeia de Voleibol (CEV) foi a responsável pela organização do campeonato. O torneio foi disputado no Azerbaijão e na Geórgia entre os dias 22 de Setembro e 1 de Outubro. A seleção da Sérvia se sagrou campeã ganhando assim seu segundo título na competição. Tijana Bošković foi eleita a melhor jogadora da competição.

## Sedes
Três sedes foram selecionadas para o torneio. Duas serão no Azerbaijão (em Baku e Ganja) e uma na Geórgia (em Tbilisi).
| Grupos A,C e Fase Final     | Grupo D                                   |
| --------------------------- | ----------------------------------------- |
| Baku, Azerbaijão            | Ganja, Azerbaijão                         |
| National Gymnastics Arena   | Göygöl Olympic Sport Complex              |
| Capacidade: 9,000           | Capacidade: 900                           |
| · BakuBaku no Azerbaijão    | · GanjaLocalização de Ganja no Azerbaijão |
| Grupo B                     |                                           |
| Tbilisi, Geórgia            |                                           |
| New sports Palace           |                                           |
| Capacidade: 9,700           |                                           |
| · TbilisiTbilisi na Geórgia |                                           |

## Fase Preliminar
|  | Qualificado para as Quartas de Final |
|  | Qualificado para as Oitavas de Final |

Os horários obedecem ao Horário do Azerbaijão/Horário da Geórgia (UTC+4)

### Grupo A
|     |            |     | Jogos | Jogos | Jogos | Sets | Sets | Sets  | Pontos | Pontos | Pontos |
| Pos | Equipe     | Pts | T     | V     | D     | V    | P    | R     | V      | P      | R      |
| --- | ---------- | --- | ----- | ----- | ----- | ---- | ---- | ----- | ------ | ------ | ------ |
| 1   | Azerbaijão | 9   | 3     | 3     | 0     | 9    | 1    | 9,000 | 244    | 191    | 1.277  |
| 2   | Polônia    | 5   | 3     | 2     | 1     | 6    | 6    | 1,000 | 258    | 250    | 1.032  |
| 3   | Alemanha   | 5   | 3     | 1     | 2     | 6    | 7    | 0.857 | 267    | 285    | 0.937  |
| 4   | Hungria    | 0   | 3     | 0     | 3     | 2    | 9    | 0.222 | 220    | 263    | 0.837  |

| Data  | Hora  |               | Placar |               | Set 1 | Set 2 | Set 3 | Set 4 | Set 5 | Total | Relatório |
| ----- | ----- | ------------- | ------ | ------------- | ----- | ----- | ----- | ----- | ----- | ----- | --------- |
| 22/09 | 18:00 | Hungria       | 0–3    | ' Azerbaijão' | 23-25 | 14-25 | 16-25 |       |       | 53–0  | 53-75     |
| 22/09 | 20:30 | ' Polônia'    | 3–2    | Alemanha      | 23-25 | 25-15 | 18-25 | 25-23 | 15-5  | 106–0 | 106-93    |
| 23/09 | 18:00 | ' Polônia'    | 3–1    | Hungria       | 25-22 | 19-25 | 25-17 | 25-18 |       | 94–0  | 94-82     |
| 24/09 | 18:00 | ' Azerbaijão' | 3–0    | Polônia       | 25-14 | 25-21 | 25-23 |       |       | 75–0  | 75-58     |
| 24/09 | 20:30 | ' Alemanha'   | 3–1    | Hungria       | 25-21 | 29-25 | 25-21 | 25-18 |       | 104–0 | 94-85     |
| 25/09 | 18:00 | Alemanha      | 1–3    | Azerbaijão    | 25-19 | 19-25 | 18-25 | 18-25 |       | 80–0  | 80-94     |

### Grupo B
|     |              |     | Jogos | Jogos | Jogos | Sets | Sets | Sets  | Pontos | Pontos | Pontos |
| Pos | Equipe       | Pts | T     | V     | D     | V    | P    | R     | V      | P      | R      |
| --- | ------------ | --- | ----- | ----- | ----- | ---- | ---- | ----- | ------ | ------ | ------ |
| 1   | Itália       | 8   | 3     | 3     | 0     | 9    | 3    | 3,000 | 264    | 232    | 1.138  |
| 2   | Bielorrússia | 5   | 3     | 2     | 1     | 6    | 3    | 2,000 | 254    | 226    | 1.124  |
| 3   | Croácia      | 5   | 3     | 1     | 2     | 7    | 7    | 1,000 | 303    | 257    | 1.179  |
| 4   | Geórgia      | 0   | 2     | 0     | 2     | 1    | 9    | 0.111 | 142    | 248    | 0.573  |

| Data  | Hora  |              | Placar |              | Set 1 | Set 2 | Set 3 | Set 4 | Set 5 | Total | Relatório |
| ----- | ----- | ------------ | ------ | ------------ | ----- | ----- | ----- | ----- | ----- | ----- | --------- |
| 22/09 | 17:00 | Itália       | 3–0    | Geórgia      | 25-14 | 25-12 | 25-12 |       |       | 75–0  | 75-38     |
| 22/09 | 20:00 | Bielorrússia | 3–2    | Croácia      | 10-25 | 15-25 | 25-21 | 25-20 | 15-9  | 90–0  | 90-100    |
| 23/09 | 17:00 | Geórgia      | 1–3    | Croácia      | 12-25 | 13-25 | 23-25 | 23-25 |       | 71–0  | 73-98     |
| 23/09 | 20:00 | Itália       | 3–1    | Bielorrússia | 27-25 | 25-18 | 18-25 | 25-21 |       | 95–0  | 95-89     |
| 24/09 | 17:00 | Geórgia      | 3–0    | Bielorrússia | 8-25  | 11-25 | 12-25 |       |       | 31–0  | 31-75     |
| 24/09 | 20:00 | Croácia      | 2–3    | Itália       | 23-25 | 21-25 | 25-19 | 25-10 | 11-15 | 105–0 | 105-95    |

### Grupo C
|     |          |     | Jogos | Jogos | Jogos | Sets | Sets | Sets  | Pontos | Pontos | Pontos |
| Pos | Equipe   | Pts | T     | V     | D     | V    | P    | R     | V      | P      | R      |
| --- | -------- | --- | ----- | ----- | ----- | ---- | ---- | ----- | ------ | ------ | ------ |
| 2   | Rússia   | 7   | 3     | 3     | 0     | 9    | 5    | 1.800 | 312    | 299    | 1.043  |
| 1   | Bulgária | 5   | 3     | 2     | 1     | 8    | 7    | 1.143 | 313    | 298    | 1.050  |
| 4   | Turquia  | 4   | 3     | 1     | 2     | 6    | 7    | 0.857 | 192    | 195    | 0.985  |
| 3   | Ucrânia  | 2   | 3     | 0     | 3     | 5    | 9    | 0.556 | 279    | 312    | 0.894  |

| Data  | Hora  |          | Placar |          | Set 1 | Set 2 | Set 3 | Set 4 | Set 5 | Total | Relatório |
| ----- | ----- | -------- | ------ | -------- | ----- | ----- | ----- | ----- | ----- | ----- | --------- |
| 22/09 | 15:30 | Ucrânia  | 2–3    | Rússia   | 18-25 | 25-20 | 23-25 | 25-23 | 15-13 | 106–0 | 104-108   |
| 23/09 | 15:30 | Bulgária | 3–2    | Ucrânia  | 25-23 | 21-25 | 23-25 | 25-11 | 15-4  | 109–0 | 109-88    |
| 23/09 | 20:30 | Turquia  | 1–3    | Rússia   | 23-25 | 25-20 | 23-25 |       |       | 71–0  | 91-95     |
| 24/09 | 15:30 | Bulgária | 3–2    | Turquia  | 25-17 | 10-25 | 25-16 | 20-25 | 20-18 | 100–0 | 100-101   |
| 25/09 | 15:30 | Rússia   | 3–2    | Bulgária | 21-25 | 25-20 | 25-23 | 25-21 | 15-13 | 111–0 | 109-104   |
| 25/09 | 20:30 | Turquia  | 3–1    | Ucrânia  | 25-20 | 25-19 | 20-25 | 25-23 |       | 95–0  | 95-87     |

### Grupo D
|     |               |     | Jogos | Jogos | Jogos | Sets | Sets | Sets  | Pontos | Pontos | Pontos |
| Pos | Equipe        | Pts | T     | V     | D     | V    | P    | R     | V      | P      | R      |
| --- | ------------- | --- | ----- | ----- | ----- | ---- | ---- | ----- | ------ | ------ | ------ |
| 1   | Sérvia        | 9   | 3     | 3     | 0     | 6    | 1    | 6,000 | 253    | 217    | 1.166  |
| 2   | Países Baixos | 6   | 3     | 2     | 1     | 6    | 5    | 1.200 | 165    | 151    | 1.093  |
| 3   | Chéquia       | 3   | 3     | 1     | 2     | 4    | 7    | 0.571 | 158    | 168    | 0.940  |
| 4   | Bélgica       | 3   | 3     | 1     | 2     | 2    | 6    | 0.333 | 254    | 292    | 0.870  |

| Data  | Hora  |               | Placar |               | Set 1 | Set 2 | Set 3 | Set 4 | Set 5 | Total | Relatório |
| ----- | ----- | ------------- | ------ | ------------- | ----- | ----- | ----- | ----- | ----- | ----- | --------- |
| 22/09 | 17:00 | Sérvia        | 3–0    | Chéquia       | 25-22 | 25-16 | 25-23 |       |       | 75–0  | 75-61     |
| 22/09 | 20:00 | Países Baixos | 3–1    | Bélgica       | 23-25 | 25-12 | 25-21 | 25-14 |       | 98–0  | 98-72     |
| 23/09 | 17:00 | Chéquia       | 3–1    | Bélgica       | 19-25 | 25-23 | 28-26 | 25-19 |       | 97–0  | 97-93     |
| 23/09 | 20:00 | Sérvia        | 3–0    | Países Baixos | 29-27 | 25-17 | 25-23 |       |       | 79–0  | 79-67     |
| 24/09 | 17:00 | Bélgica       | 1–3    | Sérvia        | 26-24 | 20-25 | 22-25 |       |       | 68–0  | 89-99     |
| 24/09 | 20:00 | Chéquia       | 1–3    | Países Baixos | 21-25 | 15-25 | 25-21 | 22-25 |       | 83–0  | 83-96     |

## Fase Final

### Oitavas de Final
| Data  | Hora  |               | Placar |          | Set 1 | Set 2 | Set 3 | Set 4 | Set 5 | Total | Relatório |
| ----- | ----- | ------------- | ------ | -------- | ----- | ----- | ----- | ----- | ----- | ----- | --------- |
| 26/09 | 18:30 | Bielorrússia  | 3–2    | Chéquia  | 18-25 | 23-25 | 27-25 | 25-22 | 17-15 | 110–0 | 110-112   |
| 26/09 | 20:30 | Países Baixos | 3–0    | Croácia  | 25-18 | 25-8  | 25-21 |       |       | 75–0  | 75-47     |
| 27/09 | 18:30 | Polônia       | 1–3    | Turquia  | 22-25 | 25-27 | 25-18 | 23-25 |       | 95–0  | 95-95     |
| 27/09 | 20:30 | Bulgária      | 2–3    | Alemanha | 25-14 | 20-25 | 25-16 | 19-25 | 11-15 | 100–0 | 100-95    |

### Quartas de Final
| Data  | Hora  |            | Placar |               | Set 1 | Set 2 | Set 3 | Set 4 | Set 5 | Total | Relatório |
| ----- | ----- | ---------- | ------ | ------------- | ----- | ----- | ----- | ----- | ----- | ----- | --------- |
| 28/09 | 18:00 | Itália     | 0–3    | Países Baixos | 17-25 | 20-25 | 13-25 |       |       | 50–0  | 50-75     |
| 28/09 | 20:30 | Sérvia     | 3–0    | Bielorrússia  | 25-19 | 25-12 | 25-14 |       |       | 75–0  | 75-45     |
| 29/09 | 18:00 | Azerbaijão | 3–0    | Alemanha      | 25-20 | 25-18 | 25-21 |       |       | 75–0  | 75-59     |
| 29/09 | 20:30 | Rússia     | 0–3    | Turquia       | 25-27 | 18-25 | 20-25 |       |       | 63–0  | 63-77     |

### Semi Finais
| Data  | Hora  |               | Placar |            | Set 1 | Set 2 | Set 3 | Set 4 | Set 5 | Total | Relatório |
| ----- | ----- | ------------- | ------ | ---------- | ----- | ----- | ----- | ----- | ----- | ----- | --------- |
| 30/09 | 18:00 | Países Baixos | 3–2    | Azerbaijão | 20-25 | 25-19 | 25-19 | 25-27 | 15-12 | 110–0 | 110-102   |
| 30/09 | 20:30 | Sérvia        | 3–0    | Turquia    | 25-17 | 25-12 | 25-21 |       |       | 75–0  | 75-50     |

### 3º Lugar
| Data  | Hora  |            | Placar |         | Set 1 | Set 2 | Set 3 | Set 4 | Set 5 | Total | Relatório |
| ----- | ----- | ---------- | ------ | ------- | ----- | ----- | ----- | ----- | ----- | ----- | --------- |
| 01/10 | 16:00 | Azerbaijão | 1–3    | Turquia | 25-22 | 21-25 | 14-25 | 8-25  |       | 68–0  | 68-97     |

### Final
| Data | Hora  |               | Placar |        | Set 1 | Set 2 | Set 3 | Set 4 | Set 5 | Total | Relatório |
| ---- | ----- | ------------- | ------ | ------ | ----- | ----- | ----- | ----- | ----- | ----- | --------- |
| 1/10 | 19:00 | Países Baixos | 1–3    | Sérvia | 20-25 | 22-25 | 25-18 | 18-25 |       | 85–0  | Relatório |

## Classificação Final
|  | Qualificado para o Campeonato Europeu 2019               |
|  | Qualificado para Campeonato Europeu 2019 como país sede. |

| Posição | Time          |
| ------- | ------------- |
| 1       | Sérvia        |
| 2       | Países Baixos |
| 3       | Turquia       |
| 4       | Azerbaijão    |
| 5       | Itália        |
| 6       | Rússia        |
| 7       | Bielorrússia  |
| 8       | Alemanha      |
| 9       | Bulgária      |
| 10      | Polônia       |
| 11      | Croácia       |
| 12      | Chéquia       |
| 13      | Ucrânia       |
| 14      | Bélgica       |
| 15      | Hungria       |
| 16      | Geórgia       |

## Prêmios individuais
A seleção do campeonato foi composta pelos seguintes jogadores:
- MVP (Most Valuable Player): Tijana Bošković